# كليمونس بويزي
كليمونس بويزي (بالفرنسية: Clémence Poésy)‏ (ولدت في أكتوبر 1982 كليمنس غويتشارد) ممثلة وعارضة أزياء فرنسية بدأت على المسرح كطفلة ، درست الدراما ونشطت في كل من السينما والتلفزيون منذ 1999 بما في ذلك بعض الإنتاجات باللغة الإنجليزية، عرفت بأدوار فلور ديلاكور في سلسلة أفلام هاري بوتر ، كلو في إن بروج ، رنا في 127 ساعة ، ناتاشا روستوفا في الحرب والسلام ، والدور الرئيسي مثل إليز واسرمان في سلسلة النفق.

## روابط خارجية
- Zahm، Olivier. "Clemence Poesy". Interview. مؤرشف من الأصل في 2017-09-18. اطلع عليه بتاريخ 2009-07-14.
- كليمونس بويزي على موقع IMDb (الإنجليزية)
- كليمونس بويزي على موقع ميتاكريتيك (الإنجليزية)
- كليمونس بويزي على موقع روتن توميتوز (الإنجليزية)
- كليمونس بويزي على موقع قاعدة بيانات الأفلام العربية
- كليمونس بويزي على موقع ألو سيني (الفرنسية)
- كليمونس بويزي على موقع تيرنر كلاسيك موفيز (الإنجليزية)
- كليمونس بويزي على موقع أول موفي (الإنجليزية)
- كليمونس بويزي على موقع قاعدة بيانات برودواي على الإنترنت (الإنجليزية)
- كليمونس بويزي على موقع قاعدة بيانات الأفلام السويدية (السويدية)
- كليمونس بويزي على موقع إن إن دي بي (الإنجليزية)